# Ernst Berl
Ernst Berl (* 7. Juli 1877 in Freudenthal (damals Österreichisch-Schlesien); † 16. Februar 1946 in Pittsburgh, Pennsylvania) war ein österreichischer Chemiker und Professor für Technische und Makromolekulare Chemie.

## Leben und Werk
Ernst Berl wurde 1877 als Sohn des Industriellen Max Berl und seiner Ehefrau Agnes geb. Hein in Freudenthal, Schlesien geboren. Die Schulzeit verlebte er im Elternhaus in Schlesien. Mit 17 Jahren begann er im Jahr 1894 sein Studium an der Technischen Hochschule Wien, das er 1898 als Ingenieur-Chemiker abschloss. Nachdem er seinen Wehrdienst absolviert hatte, schrieb er sich 1899 an der Universität Zürich ein, wo er 1904 als akademischer Schüler von Alfred Werner promoviert wurde.
Er begann eine Karriere im universitären Bereich, zunächst als Assistent von Werner, später als Privatdozent, wo er Vorlesungen über chemische Technologie hielt. Es folgte der Wechsel in die Industrie, später arbeitete er für das österreichische Kriegsministerium. Während des Ersten Weltkriegs arbeitete er an Explosivstoffen und an Chemiewaffen.
Im Jahr 1919 folgte er einem Ruf an die Technische Hochschule Darmstadt, wo er als ordentlicher Professor der Technischen Chemie und Elektrochemie lehrte. Berl trat die Nachfolge des Institutsgründers Otto Dieffenbach an, der zum 31. März 1918 emeritiert wurde. Das Institut nahm unter Berls Leitung einen rasanten Aufschwung, was u. a. an der Zahl der Diplom- und Doktorarbeiten abzulesen war. Die behandelten Forschungsthemen von Berl wiesen eine ungewöhnliche Breite auf: Kunstseide und verwandte Gebiete, Adsorptionsstoffe und Adsorptionsvorgänge, Verbrennung und Oxidation im Motor, Chemie der Brennstoffe (Kohle und Erdöl), Schwefelsäure, Flotation, Katalyse, Anorganische Probleme, Korrosion, Analysenmethoden im Laboratorium.
Eine Fülle von Veröffentlichungen und Patenten resultierten hieraus. Ein Sammelwerk über chemisch-technische Untersuchungsmethoden, der Berl-Lunge fand international große Akzeptanz.

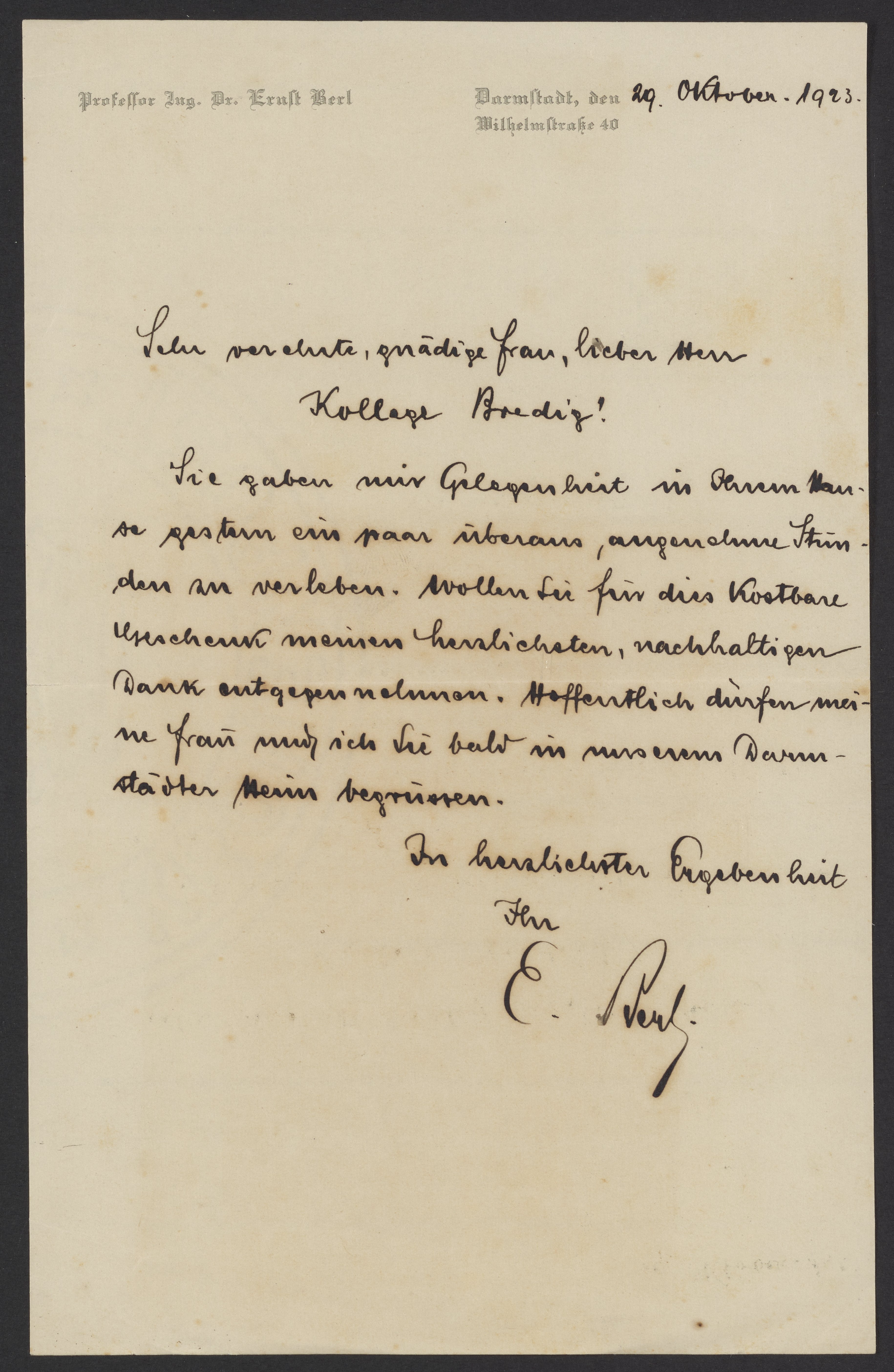
Dankeschreiben von Ernst Berl an Georg Bredig (1923)

Ernst Berl war an der TH Darmstadt eine hoch geschätzte Persönlichkeit. Bereits 1921 wurde er Dekan der Abteilung Chemie, Elektrochemie, Gerbereichemie und Pharmazie. Dieses Amt bekleidete er drei Jahre. In der Nachfolge von Otto Berndt wurde er 1926 Vorsitzender der Vereinigung von Freunden der Technischen Universität zu Darmstadt. Dieses Amt hatte er bis 1930 inne.
Nach der Machtübernahme der Nationalsozialisten 1933 sollte Berl die TH aus "rassischen Gründen" verlassen. Er reichte daraufhin im April 1933 einen Antrag auf Ruhestandsversetzung ein. Auf ausdrücklichen Wunsch seiner zahlreichen Studierenden führte er noch einen Monat die Geschäfte des Instituts und nahm Prüfungen ab. Zahlreiche Schüler von Berl bemühten sich bei der Hessischen Regierung darum, dass Berl im Amt verbleiben könne. Im Gegensatz dazu traten die Kollegen Lothar Wöhler und Karl Jonas für eine Entfernung von Berl ein. Im Juli 1933 verließ Ernst Berl die Hochschule und nahm einen Ruf an das Carnegie Institute of Technology in Pittsburgh, Pennsylvania, an.
Der Schwerpunkt seiner Forschung lag auf den chemisch-technischen Prozessen, wie dem Bleikammerverfahren und der Adsorptionstechnik. Schon in den 1940er Jahren befasste er sich mit der Chemie der Cellulose und der Herstellung von flüssigen Kraftstoffen aus Biomasse.
Die TU Darmstadt benannte das Institut für Technische und Makromolekulare Chemie nach Ernst Berl. Weiterhin ist eine bestimmte Art von Füllkörper, der Berl-Sattel, nach ihm benannt.
Ernst Berl war seit 1912 mit Margarete Karplus verheiratet.